# 崇泰街道
崇泰街道是中国福建省南平市建阳区下辖的一个街道办事处。2022年，经南平市人民政府批复同意，原建阳区下辖的潭城、童游2个街道拆分为为潭城、童游、崇泰、崇阳、宝山5个街道。2022年11月1日，崇泰街道正式挂牌成立。

## 行政区划
崇泰街道共辖6个社区、3个行政村，分别是：
嘉禾社区、崇阳社区、童子山社区、赤岸村、彭墩村、新岭村和东泽村。